# Can Monner
Can Monner és una obra del municipi de Sant Llorenç Savall (Vallès Occidental) protegida com a bé cultural d'interès local.

## Descripció
Masia en ruïnes situada al sud-est del municipi, a pocs metres més avall del Coll Monner. La teulada era a dues vessants i les obertures amb els brancals i les llindes fetes amb grans carreus de pedra. Actualment només es conserven alguns murs que estan fets de pedres de diferents dimensions, sense devastar, col·locats de forma irregular. Al seu interior encara es conserva l'antic forn i un finestral amb festejadors.

## Història
Es tracta d'una masia documentada des del 1438. va conèixer la seva època de màxima esplendor cap al segle xvi, quan incorporà diverses masies abandonades a la seva propietat. Originàriament estava sota el domini del monestir de Sant Cugat del Vallès. Va ser abandonada l'any 1954, des de llavors ha estat víctima de nombroses espoliacions que han accelerat el procés d'enrunament.